# Памятник Пржевальскому (Санкт-Петербург)
Памятник Николаю Михайловичу Пржевальскому в Санкт-Петербурге находится в Александровском саду в Адмиралтейском районе города. Памятник является объектом культурного наследия федерального значения.

## История
Памятник российскому путешественнику, географу и исследователю Центральной Азии Н. М. Пржевальскому был установлен по проекту, разработанному его другом генерал-майором Александром Александровичем Бильдерлингом и утверждённому 13 июня 1891 года. Модель памятника изготовил скульптор академик Иван Николаевич Шредер. Тогда же для установки памятника был выбран Александровский сад. Это место было выбрано в связи с тем, что рядом находилось военно-топографическое бюро Главного штаба, для которого большую ценность представляли составленные Пржевальским карты. Финансирование установления памятника осуществлялось по подписке Русским географическим обществом. По модели И. Н. Шредера бронзовые скульптуры были отлиты на заводе К. Берто, а постамент в виде гранитной скалы был изготовлен фирмой «Бюро Вега» Роберта Иоганновича Рунеберга.
Торжественное открытие памятника состоялось 20 октября 1892 года — в четвёртую годовщину смерти Пржевальского. На церемонии присутствовали представители Императорской Академии наук, Николаевской академии Генерального штаба, Зоологического музея, Ботанического сада, Петербургского университета, Смоленской классической гимназии. Среди участников церемонии открытия были родственники Пржевальского и участники его экспедиций: В. И. Роборовский, П. К. Козлов, Ф. Л. Эклон и М. А. Пыльцов.

## Описание
Памятник представляет собой бронзовый бюст Н. М. Пржевальского, установленный на гранитном постаменте в виде скалы. Он в мундире гвардейского офицера с эполетами. Его лицо сурово, решительный взгляд устремлён вперёд. Рядом с постаментом находится бронзовая фигура двугорбого верблюда с дорожными вьюками. Надпись на постаменте гласит:
ПРЖЕВАЛЬСКОМУ
первому изслѣдователю

природы

ЦЕНТРАЛЬНОЙ АЗІИ
Высота бюста составляет 1,5 м, высота постамента — 3,3 м.
Авторы издания «Скульптура Ленинграда» 1963 года указывают на низкие художественные достоинства памятника. По их мнению, он «измельчён и композиционно неорганичен». Скульптура двугорбого верблюда размещена у подножия памятника в связи с тем, что во время одной из своих экспедиций Пржевальский обнаружил диких двугорбых верблюдов, в существовании которых тогда сомневались.
В настоящее время памятник является популярным местом для посещения и фотографирования. Иногда вследствие внешнего сходства памятник Пржевальскому принимают за памятник Сталину. Это сходство подпитывает легенду о том, что Пржевальский является отцом Сталина. О памятнике сложено множество баек и анекдотов.
Последний раз памятник реставрировался в 2000 году. Популярность памятника у туристов негативно сказывается на его состоянии: морда верблюда натёрта до блеска, на скульптуре имеются сколы и микротрещины.